# Turgut Uçan
Turgut Uçan es un deportista turco que compitió en taekwondo.
Ganó dos medallas en el Campeonato Mundial de Taekwondo, en los años 1983 y 1989, y dos medallas en el Campeonato Europeo de Taekwondo, en los años 1984 y 1986.

## Palmarés internacional
| Campeonato Mundial | Campeonato Mundial     | Campeonato Mundial | Campeonato Mundial |
| Año                | Lugar                  | Medalla            | Categoría          |
| ------------------ | ---------------------- | ------------------ | ------------------ |
| 1983               | Copenhague (Dinamarca) | Medalla de plata   | –52 kg             |
| 1989               | Seúl (Corea del Sur)   | Medalla de plata   | –54 kg             |
| Campeonato Europeo |                        |                    |                    |
| Año                | Lugar                  | Medalla            | Categoría          |
| 1984               | Stuttgart (RFA)        | Medalla de bronce  | –52 kg             |
| 1986               | Seefeld (Austria)      | Medalla de plata   | –54 kg             |